# Oslo Fotballkrets
L'Oslo Fotballkrets, fondato il 19 settembre 1905 con il nome Kristiania og Omegns Fodboldkreds, è uno dei circuiti calcistici facenti capo alla Norges Fotballforbund. Il circuito comprende la zona di Oslo. August Heiberg Kahrs è stato il primo presidente, mentre i club fondatori sono stati Akademisk, Kristiania, Lyn Oslo, Mercantile, Odin e Viking.
Per il 2015, l'Oslo Fotballkrets organizza tre gironi della 4. divisjon, della 5. divisjon, della 6. divisjon, della 7. divisjon e della 8. divisjon. A questi, si aggiunge la 4 divijson del calcio femminile e una lunga serie di competizioni riservate alle formazioni giovanili.